# Lindy Lane
Lindy Lane, född 6 april 1993 i USA, död 29 oktober 2021 i Sverige, var en amerikansk varmblodig travhäst.
Lindy Lane sprang in 6 miljoner kronor på 21 starter varav 11 segrar. Bland hans främsta meriter räknas segrarna i Valley Victory Trot (1995), Harold Dancer Memorial (1995), Beacon Course (1996), en andraplats i Hambletonian Stakes (1996) och en tredjeplats i Kentucky Futurity (1996).
Efter tävlingskarriären har Lindy Lane varit betydelsefull som avelshingst. Han har lämnat efter sig avkommor som Like a Prayer (1999), Passionate Kemp (2001), Viola Silas (2006) och Olympia Tilly (2011). Han är även morfar till hästar som Calgary Games (2017), Nuncio (2011), Support Justice (2009), Food Money (2008) och Francais du Gull (2007).
Lindy Lane avled den 29 oktober 2021 på Stuteri Broline.